# Federação de Motociclismo do Estado de Rondônia
A Federação de Motociclismo do Estado de Rondônia, fundada em 8 de Maio de 1987, é a entidade máxima do motociclismo no Estado de Rondônia, Brasil. Organiza todos os torneios oficiais que envolvam as equipes do Estado, como o Campeonato Rondoniense de Motocross, Campeonato Rondoniense de Velocross e o Campeonato Rondoniense de Supercross. A Federação responde à Confederação Brasileira de Motociclismo (CBM).
O prédio da Federação Rondoniense de Motocross, situado na Avenida Sete de Setembro, nº 2150 centro de Espigão do Oeste.

## Equipe Técnica

### Diretoria
- Presidente: Reinaldo Selhorst
- Vice-Presidente: Marcelo Brandão
- Vice-Presidente: Sidnei Rodrigues de Matos

### Tribunal de Justiça Desportiva
- Ana Rita Côgo
- Andréia Alessandra Selhorst
- Aparício Paixão Ribeiro Júnior
- Flávio Kloos
- Humberto Alencar Dickel de Souza
- Inês Côgo
- Maguis Humberto Correa
- Marcelo Vendrúsculo
- Marcos Kobayachi

### Assessoria
- Assessor de Imprensa: Chico Limeira

### Conselho Fiscal
- Célio Ninmann
- Lourenço Antonio Piloto
- Ronie Helisson Romão
- Ronivaldo Camporeis
- Rovaldo Selhorst
- Solange Rodrigues Cortes Leite